# Tadeusz Belina Prażmowski
Tadeusz Belina Prażmowski (ur. ok. 1892, zm. 4 września 1928) – polski konsul.

## Życiorys
Pochodził z Krakowa. Był synem prof. Adama Prażmowskiego.
Uzyskał stopień doktora i zdał egzamin dyplomatyczno-konsularny. Do 1919 był referentem w Ministerstwie Spraw Zagranicznych. W styczniu 1920 ogłoszono jego mianowanie na stanowisko konsula przy Konsulacie Generalnym RP w Nowym Jorku i zarazem zastępcą generalnego konsula na Stany Zjednoczone.
Zmarł 4 września 1928 w wieku 36 lat po długiej chorobie. Został pochowany w grobowcu rodzinnym na Cmentarzu Rakowickim w Krakowie.